# Sân vận động Wunna Theikdi
Sân vận động Wunna Theikdi (tiếng Miến Điện: ဝဏ္ဏသိဒ္ဒိ အားကစားကွင်း) là một sân vận động đa năng nằm ở Naypyidaw, Myanmar. Sân có sức chứa 30.000 khán giả. Sân đã tổ chức lễ khai mạc và bế mạc của Đại hội Thể thao Đông Nam Á 2013 và Đại hội Thể thao Người khuyết tật Đông Nam Á 2014. Sân cũng là nơi tổ chức các trận đấu vòng bảng của Giải vô địch bóng đá Đông Nam Á 2016.